# یواس‌اس جوانا (اس‌پی-۱۹۶۳)
یواس‌اس جوانا (اس‌پی-۱۹۶۳) (به انگلیسی: USS Joanna (SP-1963)) یک کشتی بود که طول آن ۴۰ فوت (۱۲ متر) بود. این کشتی  در سال ۱۹۱۷ ساخته شد.